# Dillstrecke
| | |                                                      |                                                      |
| Streckennummer (DB): | 2881 (Siegen–Siegen Ost Gbf) 2800 (Siegen Ost Gbf–Haiger) 2651 (Haiger–Gießen)                                                           |                                                      |                                                      |
| Kursbuchstrecke (DB): | 445 |                                                      |                                                      |
| Kursbuchstrecke: | 166 (Haiger – Gießen 1934) 167 (Wetzlar – Gießen 1934) 239 (Siegen – Haiger 1946) 194 (Haiger – Gießen 1946) 195 (Wetzlar – Gießen 1946) |                                                      |                                                      |
| Streckenlänge: | 73 km |                                                      |                                                      |
| Spurweite: | 1435 mm (Normalspur) |                                                      |                                                      |
| Stromsystem: | 15 kV, 16,7 Hz ~ |                                                      |                                                      |
| Maximale Neigung: | ca. 12 ‰ |                                                      |                                                      |
| Streckengeschwindigkeit: | 140 km/h |                                                      |                                                      |
| | |                                                      |                                                      |
| \| \| \| von Köln über Betzdorf (Sieg) \| \| \| \| −1,1 \| Siegen Hbf \| Siegen Hbf \| \| \| (0,0) \| von Hagen \| von Hagen \| \| \| \| Giersbergtunnel (zweigl. 699 m/eingl. 732 m) \| \| \| \| \| \| \| \| \| 1,7106,2 \| Siegen Ost Gbf (PV bis 1992) \| Siegen Ost Gbf (PV bis 1992) \| \| \| \| Kreisbahn Siegen-Wittgenstein \| \| \| \| \| Anschluss Mannesmann Fuchs Rohr \| \| \| \| \| Anschluss „Stadt Siegen“ \| \| \| \| 110,9 \| Niederdielfener Viadukt \| Niederdielfener Viadukt \| \| \| 111,4 \| Niederdielfen \| Niederdielfen \| \| \| 114,8 \| Rudersdorfer Viadukt \| Rudersdorfer Viadukt \| \| \| 115,8 \| Wilnsdorf-Rudersdorf \| Wilnsdorf-Rudersdorf \| \| \| 116,4 \| Anschluss Unterwerk Rudersdorf \| Anschluss Unterwerk Rudersdorf \| \| \| 117,6 \| Rudersdorfer Tunnel (2652 m) \| Rudersdorfer Tunnel (2652 m) \| \| \| 119,0 \| Landesgrenze NRW–Hessen \| Landesgrenze NRW–Hessen \| \| \| \| \| \| \| \| 121,7 \| Dillbrecht \| Dillbrecht \| \| \| 124,9 \| Rodenbach (Dillkr) \| Rodenbach (Dillkr) \| \| \| \| von Betzdorf (Sieg) \| \| \| \| \| von Breitscheid \| \| \| \| \| \| \| \| \| 129,1118,8 \| Haiger (Keilbahnhof) km von Köln-Deutz über Betzdorf \| Haiger (Keilbahnhof) km von Köln-Deutz über Betzdorf \| \| \| \| \| \| \| \| 119,4 \| Dill \| Dill \| \| \| 121,4 \| Sechshelden \| Sechshelden \| \| \| 123,7 \| von Ewersbach \| von Ewersbach \| \| \| 125,0 \| Dillenburg \| Dillenburg \| \| \| \| nach Wallau (Lahn) \| \| \| \| 126,6 \| Dill \| Dill \| \| \| 127,1 \| Niederscheld (Dillkr) Süd \| Niederscheld (Dillkr) Süd \| \| \| 128,3 \| Dill \| Dill \| \| \| 129,0 \| Burg (Dillkr) Nord \| Burg (Dillkr) Nord \| \| \| 129,3 \| von Niederwalgern \| von Niederwalgern \| \| \| 129,8 \| von Montabaur \| von Montabaur \| \| \| \| \| \| \| \| 130,8 \| Herborn (Dillkr) \| Herborn (Dillkr) \| \| \| 133,3 \| Dill \| Dill \| \| \| 134,6 \| Anschluss Firma Haas & Sohn \| Anschluss Firma Haas & Sohn \| \| \| 135,0 \| Sinn \| Sinn \| \| \| 137,1 \| Edingen (Kr Wetzlar) \| Edingen (Kr Wetzlar) \| \| \| 139,4 \| Katzenfurt \| Katzenfurt \| \| \| 143,5 \| Ehringshausen (Kr Wetzlar) \| Ehringshausen (Kr Wetzlar) \| \| \| 146,0 \| Werdorf \| Werdorf \| \| \| 148,8 \| Dill \| Dill \| \| \| 149,0 \| Anschluss Firma Berkenhoff & Drebes \| Anschluss Firma Berkenhoff & Drebes \| \| \| 149,4 \| Aßlar \| Aßlar \| \| \| 150,4 \| nach Koblenz \| nach Koblenz \| \| \| 152,8 \| Anschluss Buderus Edelstahl I \| Anschluss Buderus Edelstahl I \| \| \| 153,2 \| Anschluss Buderus Edelstahl II \| Anschluss Buderus Edelstahl II \| \| \| 153,3 \| von Koblenz \| von Koblenz \| \| \| 153,4 \| Wetzlar \| Wetzlar \| \| \| 153,9 \| Lahn \| Lahn \| \| \| 154,7 \| Wetzlar Gbf \| Wetzlar Gbf \| \| \| \| \| \| \| \| 155,1 \| Garbenheim (bis 1977, nur Strecke Lollar–Wetzlar) \| Garbenheim (bis 1977, nur Strecke Lollar–Wetzlar) \| \| \| \| \| \| \| \| \| nach Lollar \| \| \| \| 160,6 \| Dutenhofen (Kr Wetzlar) \| Dutenhofen (Kr Wetzlar) \| \| \| 161,0 \| nach Gießen-Bergwald \| nach Gießen-Bergwald \| \| \| 163,6 \| Gießen Pbf/Rbf Überleitung (Abzw) \| Gießen Pbf/Rbf Überleitung (Abzw) \| \| \| 164,4 \| (Gießen-Bergwald) von Frankf. (M) Hbf \| (Gießen-Bergwald) von Frankf. (M) Hbf \| \| \| 164,5 \| von Frankfurt (Main) Hbf \| von Frankfurt (Main) Hbf \| \| \| \| Gießen Gbf \| \| \| \| 166,0 \| Gießen (Keilbahnhof) \| Gießen (Keilbahnhof) \| \| \| \| nach Gelnhausen \| \| \| \| \| nach Fulda \| \| \| \| \| nach Kassel Hbf \| \| | |                                                      |                                                      |
| | | von Köln über Betzdorf (Sieg)                        |                                                      |
| Bahnhof | −1,1 | Siegen Hbf                                           | Siegen Hbf                                           |
| Strecke von links · Kreuzung geradeaus unten und links | (0,0) | von Hagen                                            | von Hagen                                            |
| Tunnel · Tunnel | | Giersbergtunnel (zweigl. 699 m/eingl. 732 m)         | Giersbergtunnel (zweigl. 699 m/eingl. 732 m)         |
| Abzweig geradeaus und von links · Strecke nach rechts | |                                                      |                                                      |
| Dienststation / Betriebs- oder Güterbahnhof | 1,7106,2 | Siegen Ost Gbf (PV bis 1992)                         | Siegen Ost Gbf (PV bis 1992)                         |
| Abzweig geradeaus und von rechts | | Kreisbahn Siegen-Wittgenstein                        | Kreisbahn Siegen-Wittgenstein                        |
| Abzweig geradeaus und nach links | | Anschluss Mannesmann Fuchs Rohr                      | Anschluss Mannesmann Fuchs Rohr                      |
| Abzweig geradeaus und ehemals nach links | | Anschluss „Stadt Siegen“                             | Anschluss „Stadt Siegen“                             |
| | 110,9 | Niederdielfener Viadukt                              | Niederdielfener Viadukt                              |
| Dienststation / Betriebs- oder Güterbahnhof | 111,4 | Niederdielfen                                        | Niederdielfen                                        |
| | 114,8 | Rudersdorfer Viadukt                                 | Rudersdorfer Viadukt                                 |
| Bahnhof | 115,8 | Wilnsdorf-Rudersdorf                                 | Wilnsdorf-Rudersdorf                                 |
| Abzweig geradeaus und ehemals nach rechts | 116,4 | Anschluss Unterwerk Rudersdorf                       | Anschluss Unterwerk Rudersdorf                       |
| Tunnelanfang | 117,6 | Rudersdorfer Tunnel (2652 m)                         | Rudersdorfer Tunnel (2652 m)                         |
| Grenze (im Tunnel) | 119,0 | Landesgrenze NRW–Hessen                              | Landesgrenze NRW–Hessen                              |
| Tunnelende | |                                                      |                                                      |
| Haltepunkt / Haltestelle | 121,7 | Dillbrecht                                           | Dillbrecht                                           |
| Haltepunkt / Haltestelle | 124,9 | Rodenbach (Dillkr)                                   | Rodenbach (Dillkr)                                   |
| Abzweig geradeaus und von rechts | | von Betzdorf (Sieg)                                  | von Betzdorf (Sieg)                                  |
| Abzweig geradeaus und ehemals von rechts | | von Breitscheid                                      | von Breitscheid                                      |
| | |                                                      |                                                      |
| Bahnhof | 129,1118,8 | Haiger (Keilbahnhof) km von Köln-Deutz über Betzdorf | Haiger (Keilbahnhof) km von Köln-Deutz über Betzdorf |
| | |                                                      |                                                      |
| Brücke über Wasserlauf | 119,4 | Dill                                                 | Dill                                                 |
| Haltepunkt / Haltestelle | 121,4 | Sechshelden                                          | Sechshelden                                          |
| Abzweig geradeaus und von links | 123,7 | von Ewersbach                                        | von Ewersbach                                        |
| Bahnhof | 125,0 | Dillenburg                                           | Dillenburg                                           |
| Abzweig geradeaus und ehemals nach links | | nach Wallau (Lahn)                                   | nach Wallau (Lahn)                                   |
| Brücke über Wasserlauf | 126,6 | Dill                                                 | Dill                                                 |
| Haltepunkt / Haltestelle | 127,1 | Niederscheld (Dillkr) Süd                            | Niederscheld (Dillkr) Süd                            |
| Brücke über Wasserlauf | 128,3 | Dill                                                 | Dill                                                 |
| Haltepunkt / Haltestelle | 129,0 | Burg (Dillkr) Nord                                   | Burg (Dillkr) Nord                                   |
| Abzweig geradeaus und ehemals von links | 129,3 | von Niederwalgern                                    | von Niederwalgern                                    |
| Strecke quer · Strecke nach links | 129,8 | von Montabaur                                        | von Montabaur                                        |
| | |                                                      |                                                      |
| Bahnhof | 130,8 | Herborn (Dillkr)                                     | Herborn (Dillkr)                                     |
| Brücke über Wasserlauf | 133,3 | Dill                                                 | Dill                                                 |
| Abzweig geradeaus und ehemals von links | 134,6 | Anschluss Firma Haas & Sohn                          | Anschluss Firma Haas & Sohn                          |
| Bahnhof | 135,0 | Sinn                                                 | Sinn                                                 |
| Haltepunkt / Haltestelle | 137,1 | Edingen (Kr Wetzlar)                                 | Edingen (Kr Wetzlar)                                 |
| Haltepunkt / Haltestelle | 139,4 | Katzenfurt                                           | Katzenfurt                                           |
| Bahnhof | 143,5 | Ehringshausen (Kr Wetzlar)                           | Ehringshausen (Kr Wetzlar)                           |
| Haltepunkt / Haltestelle | 146,0 | Werdorf                                              | Werdorf                                              |
| Brücke über Wasserlauf | 148,8 | Dill                                                 | Dill                                                 |
| Abzweig geradeaus und ehemals von links | 149,0 | Anschluss Firma Berkenhoff & Drebes                  | Anschluss Firma Berkenhoff & Drebes                  |
| Bahnhof | 149,4 | Aßlar                                                | Aßlar                                                |
| Abzweig geradeaus und ehemals nach rechts | 150,4 | nach Koblenz                                         | nach Koblenz                                         |
| Abzweig geradeaus und von rechts | 152,8 | Anschluss Buderus Edelstahl I                        | Anschluss Buderus Edelstahl I                        |
| Abzweig geradeaus und von rechts | 153,2 | Anschluss Buderus Edelstahl II                       | Anschluss Buderus Edelstahl II                       |
| Strecke von rechts · Strecke | 153,3 | von Koblenz                                          | von Koblenz                                          |
| Kopfbahnhof Strecke ab hier außer Betrieb · Bahnhof | 153,4 | Wetzlar                                              | Wetzlar                                              |
| Brücke über Wasserlauf (Strecke außer Betrieb) · Brücke über Wasserlauf | 153,9 | Lahn                                                 | Lahn                                                 |
| Strecke (außer Betrieb) · Dienststation / Betriebs- oder Güterbahnhof | 154,7 | Wetzlar Gbf                                          | Wetzlar Gbf                                          |
| | |                                                      |                                                      |
| Haltepunkt / Haltestelle (Strecke außer Betrieb) · Strecke | 155,1 | Garbenheim (bis 1977, nur Strecke Lollar–Wetzlar)    | Garbenheim (bis 1977, nur Strecke Lollar–Wetzlar)    |
| | |                                                      |                                                      |
| Strecke nach links (außer Betrieb) · Kreuzung geradeaus unten (Querstrecke außer Betrieb) | | nach Lollar                                          | nach Lollar                                          |
| Bahnhof | 160,6 | Dutenhofen (Kr Wetzlar)                              | Dutenhofen (Kr Wetzlar)                              |
| Strecke von links · Abzweig geradeaus und nach rechts | 161,0 | nach Gießen-Bergwald                                 | nach Gießen-Bergwald                                 |
| Strecke · Abzweig geradeaus und nach links · Strecke von rechts | 163,6 | Gießen Pbf/Rbf Überleitung (Abzw)                    | Gießen Pbf/Rbf Überleitung (Abzw)                    |
| Abzweig quer, nach rechts und von rechts · Kreuzung geradeaus unten · Abzweig geradeaus und von rechts | 164,4 | (Gießen-Bergwald) von Frankf. (M) Hbf                | (Gießen-Bergwald) von Frankf. (M) Hbf                |
| Strecke | 164,5 | von Frankfurt (Main) Hbf                             | von Frankfurt (Main) Hbf                             |
| Strecke · Strecke · Dienststation / Betriebs- oder Güterbahnhof | | Gießen Gbf                                           | Gießen Gbf                                           |
| Bahnhof · Bahnhof · Strecke | 166,0 | Gießen (Keilbahnhof)                                 | Gießen (Keilbahnhof)                                 |
| Abzweig geradeaus und nach rechts · Abzweig geradeaus und von links · Strecke nach rechts | | nach Gelnhausen                                      | nach Gelnhausen                                      |
| Strecke nach rechts · Strecke | | nach Fulda                                           | nach Fulda                                           |
| | | nach Kassel Hbf                                      |                                                      |

Die Dillstrecke (seltener auch Dilltalbahn) ist eine zweigleisige, elektrifizierte Hauptbahn in Nordrhein-Westfalen und Hessen. Sie führt von Siegen über Haiger, Dillenburg, Herborn und Wetzlar nach Gießen.

## Geschichte

### Bau
Die Dillstrecke besteht historisch gesehen aus zwei Teilen. Das südliche Teilstück wurde rund 50 Jahre vor dem nördlichen Abschnitt errichtet.

#### Südlicher Abschnitt

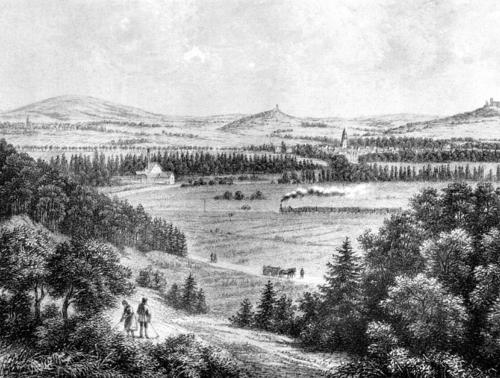
Dampflokomotive zwischen Dutenhofen und Gießen (1870er Jahre)

Der südliche Teil ist der südöstliche Abschnitt der durch die Cöln-Mindener Eisenbahn-Gesellschaft erbauten und im Januar 1862 zunächst eingleisig fertig gestellten Deutz-Gießener Bahn vom heutigen Köln-Deutz nach Gießen. Die Bevölkerung der ländlichen Region entlang der Dill verhielt sich zunächst großteils ablehnend zum Bau der Eisenbahn; sie trug aber zum wirtschaftlichen Aufschwung der Region bei und wurde von vielen Pendlern im Berufsverkehr genutzt. Die Stadt Wetzlar musste die dezentrale Lage ihres Bahnhofs hinnehmen, da die Dillstrecke eine Kurve zur Einmündung in die ein Jahr später eröffnete Lahntalbahn benötigte. Für den Vorschlag, die Strecke bei Werdorf auf das rechte Dillufer zu legen und bereits in der Wetzlarer Neustadt mit der Lahnstrecke zusammenzuführen, um den Wetzlarer Bahnhof in zentraler Lage bauen zu können, war die Bauleitung nicht zu gewinnen. Da die Eisenbahn kein Tal vorfand, das Wetzlar unmittelbar mit der Wetterau verbunden hätte, musste die Strecke nach Gießen geführt werden, womit der dortige Bahnhof zu einem Eisenbahnknoten wurde. Die Strecke gewann rasch an Bedeutung und war um 1870 fast vollständig zweigleisig. Die Streckenführung der Deutz-Gießener Bahn verlief von Deutz kommend in ihrem mittleren Teil ab Betzdorf (Sieg) über Burbach und Würgendorf nach Haiger, die Trasse der heutigen Bahnstrecke Betzdorf–Haiger. Angesichts der schwierigen Topografie erschien eine direkte Anbindung von Siegen an die Dillstrecke als zu aufwändig. Noch heute trägt dieser historische Streckenverlauf insgesamt zwischen Betzdorf und Gießen die Streckennummer 2651.

#### Nördlicher Abschnitt

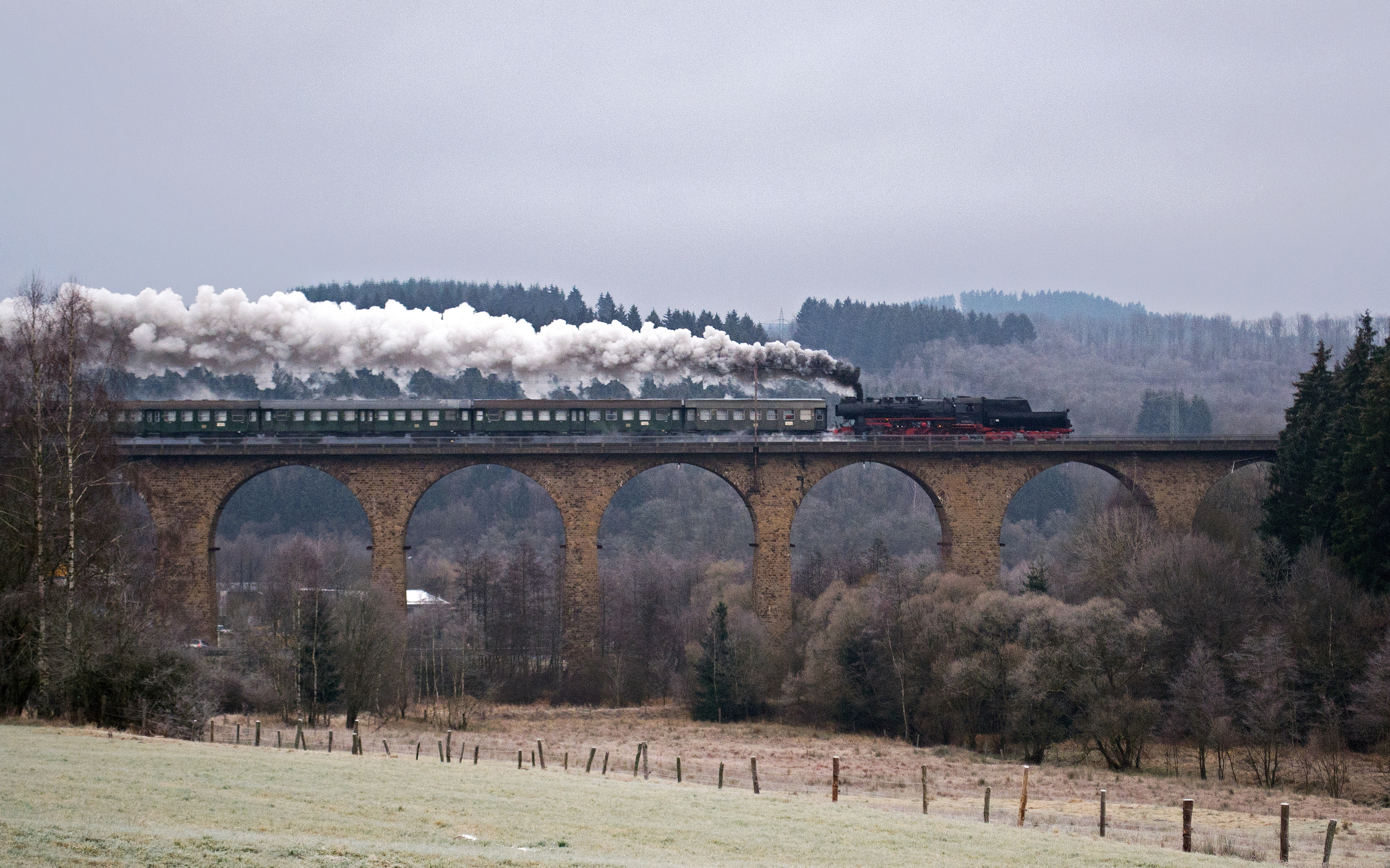
Ein Dampfsonderzug mit 52 8134-0 der Eisenbahnfreunde Betzdorf auf dem Rudersdorfer Viadukt (Dezember 2012)

Erst zum 1. Dezember 1915 wurde der Abschnitt Siegen–Haiger der Strecke in Betrieb genommen (Streckennummer 2800), womit auch Hagen, Gießen und damit Ruhr- und das Rhein-Main-Gebiet sowie Ziele im Süden Deutschlands direkt verbunden waren. Die Strecke verkürzte sich dadurch um rund 30 Kilometer. Das war vor allem im Kohleverkehr wichtig. Dazu musste der knapp 2652 m lange Rudersdorfer Tunnel sowie zwei große Viadukte, das Rudersdorfer Viadukt und das Niederdielfener Viadukt, errichtet werden. Der ursprünglich geplante viergleisige Ausbau zwischen Siegen und Dillenburg fiel dem Ersten Weltkrieg zum Opfer. Aufgrund der Ingenieurleistungen und dieser Kunstbauten ist die gesamte Trasse der Strecke zwischen dem Bahnhof Haiger und der hessisch/nordrhein-westfälischen Landesgrenze, die im Rudersdorfer Tunnel verläuft, ein Kulturdenkmal nach dem Hessischen Denkmalschutzgesetz.

### Ausbau
Im Jahr 1965 wurde die Elektrifizierung der gesamten Dill- und Ruhr-Sieg-Strecke abgeschlossen. Der mit E10 1270 des Bw Heidelberg Hbf bespannte Eröffnungszug Dsts 11277 Frankfurt (Main) Hbf–Hagen Hbf verließ den Bahnhof Gießen-Bergwald am 14. Mai 1965 um 09:07 Uhr und wurde an der Strecke und in den Unterwegsbahnhöfen von zahlreichen Bürgern gefeiert.

### Die Strecke im Kursbuch
Bis 1970 wurde die Dillstrecke unter der KBS-Nummer 251 geführt. Danach wurde sie zusammen mit der Ruhr-Sieg-Strecke von Hagen nach Siegen zur Kursbuchstrecke 360. Seit der Revision des Kursbuchnummern-Systems 1992 infolge der Wiedervereinigung wurde die Dillstrecke nun unter der Nummer 445 geführt, während die Ruhr-Sieg-Strecke die Nummer 440 erhielt. Seit der Einführung des Integralen Takt-Fahrplans (ITF) im Jahre 1998 verkehren alle Züge im Schienenpersonennahverkehr über Siegen.
Die Dillstrecke übernimmt hinter dem Giersbergtunnel die Kilometrierung von der Ruhr-Sieg-Strecke aus Hagen.

### Der Fernverkehr

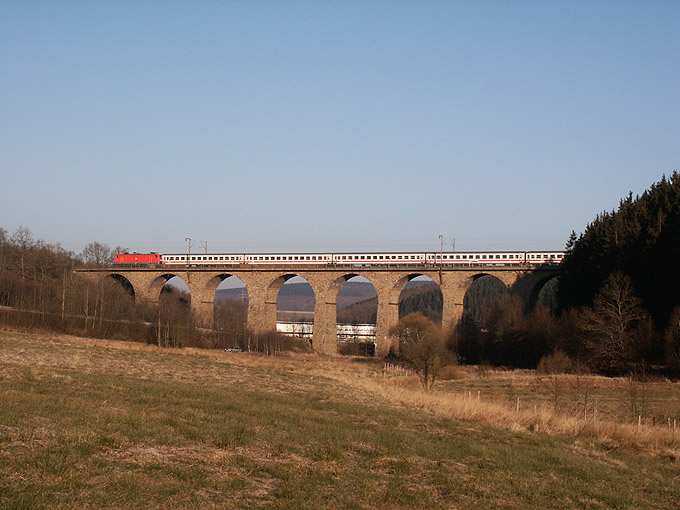
Einer der letzten Interregios (IR 2410) auf dem Rudersdorfer Viadukt (Dezember 2002)

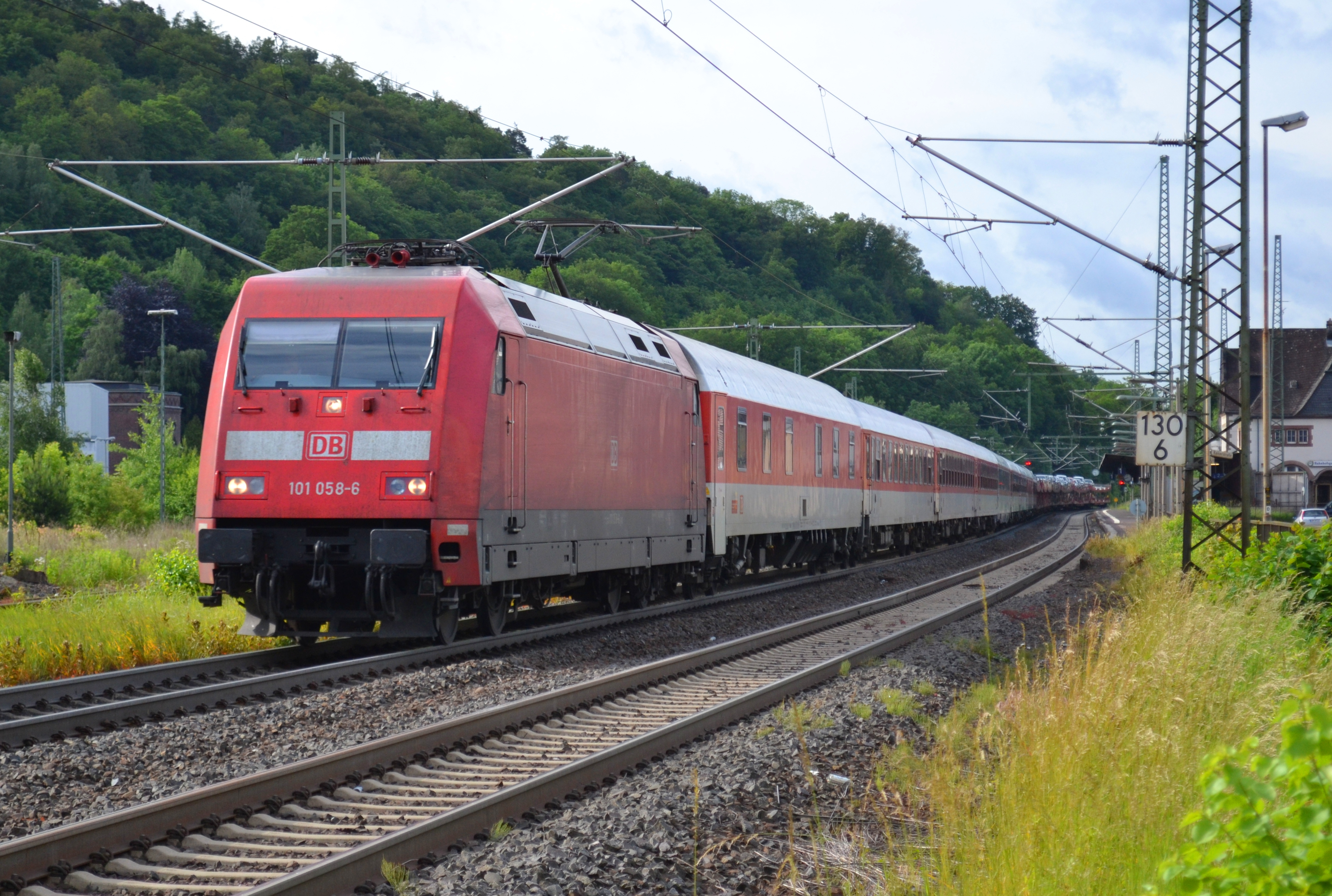
Im Sommer 2012 verkehrte für einige Wochen der Autoreisezug AZ 1357 von Narbonne nach Dortmund Bbf über die Dillstrecke. Hier bei der Durchfahrt in Herborn/Dillkr (Juni 2012)

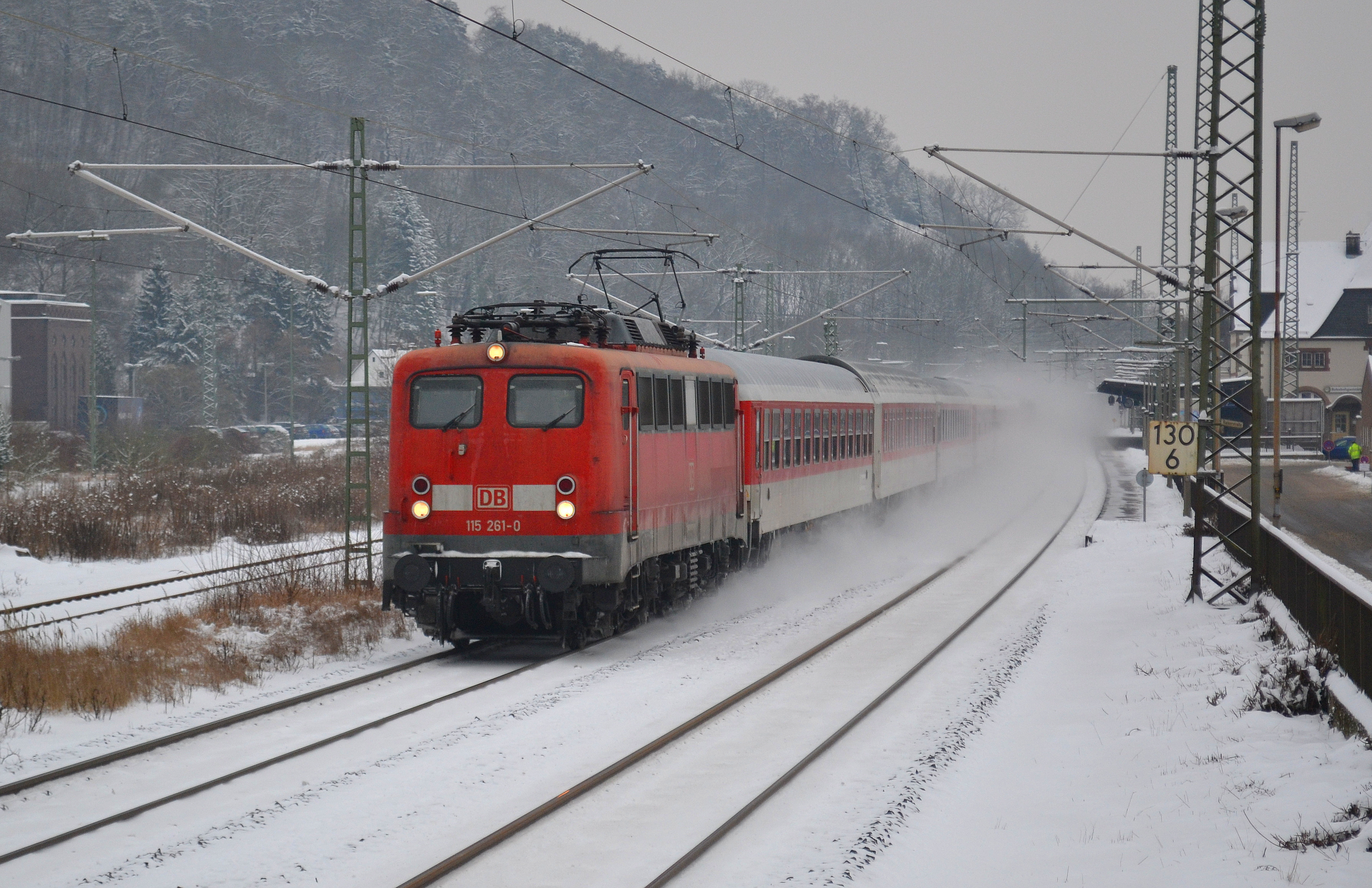
Der Autoreisezug AZ 1339 der DB mit 115 261-0 bei der Durchfahrt in Herborn/Dillkr (Januar 2013)

In den 1970er Jahren gab es einzelne City-D-Züge (DC).
Um 1985 wurde Montags bis Freitags eine Schnellverbindung mit D 811/810 angeboten, die Dortmund mit Frankfurt in einer Reisezeit von unter drei Stunden verband, unterwegs nur in Siegen-Weidenau und Wetzlar hielt und aus hochwertigen, sonst nur in Intercity-Zügen geführten Wagen gebildet war. Dieser Weg war trotz der geringen Reisegeschwindigkeit zeitgünstiger als über Koblenz und entlang des Rheins. Da die Nachfrage bei diesem primär für Geschäftsreisende konzipierten Zugpaar unzureichend war, wurde es bald wieder eingestellt. Elektronische Fahrplanmedien waren damals unbekannt.
Hinzu kamen viele tägliche Schnellzug-Verbindungen zu entfernt gelegenen Zielen wie Oberstdorf.
Anfang der 1990er-Jahre wurde eine zweistündliche Schnellzug-Verbindung Frankfurt (Main) Hbf–Siegen eingerichtet, die später den Weg über Siegen-Weidenau nahm und nach Münster (Westf) Hbf verlängert wurde.
Ab 1993 wurden diese Züge der Interregio-Linie 22 Frankfurt–Münster zugeordnet, womit die Dillstrecke Teil eines modernen Fernverkehrskonzeptes wurde. Die ursprüngliche Planung des Interregio-Netzes sah vor, die Linie um die Abschnitte Hof Hbf–Würzburg Hbf–Frankfurt Hbf sowie Münster–Norddeich Mole zu verlängern. Diese Pläne wurden jedoch bis auf eine tägliche Verbindung Frankfurt–Norddeich Mole (IR „Norderney“) nicht realisiert, was der Linie 22 eher ein Schattendasein einbrachte. Sie entwickelte sich aufgrund mangelnder Fahrgastzahlen schon bald zu einem Sorgenkind der Deutschen Bahn.
Eine Besserung dieser Situation sollte 1999 mit der Verschwenkung des Nordastes ab Hagen Hbf über Wuppertal Hbf nach Düsseldorf Hbf erreicht werden. Zusätzlich wurde eine abendliche Verlängerung bis Köln Hbf eingeführt. Gleichzeitig wurde der Takt um eine Stunde verschoben und der Abend- und Wochenendverkehr massiv ausgedünnt. Diese Maßnahmen vertrieben mehr Fahrgäste, als man hinzugewinnen konnte, da die Linie 22 zuvor für Durchgangsreisende im Gegensatz zu den über Koblenz und Köln Hbf verkehrenden IC und ICE die kürzere, schnellere und günstigere Alternative darstellte. Nur der IR „Norderney“ verkehrte vorläufig weiterhin via Münster. Diese Interregios fuhren über die Verbindungskurve Bergwald an Gießen vorbei.
Da die Züge vor allem im Abschnitt Siegen–Hagen weiterhin schlecht ausgelastet waren, wurden hier zum Sommerfahrplan 2001, bis auf die Verbindung nach Norddeich, alle Fernzüge gestrichen. Seit dem Fahrplanwechsel 2002/2003 verkehrt das Zugpaar zwischen Main und Nordsee als Intercity über die Linke Rheinstrecke, womit die IR-Linie 22 vollständig eingestellt wurde. Damit verlor die Dillstrecke im Jahr 2002 ihre Bedeutung für den Schienenpersonenfernverkehr vorübergehend, auch auf der Ruhr-Sieg-Strecke wurde der Fernverkehr vorläufig aufgegeben. 
Große Erwartungen setzte die Region Lahn-Dill-Sieg nach der Einstellung des Interregios in die Ankündigung der ehemaligen Connex (heute Veolia Verkehr), ein Angebot auf neuer Relation anzubieten. So verkehrte ab dem 6. Juni 2003 einmal täglich der InterConnex von Rostock über Waren (Müritz), Berlin, Halle (Saale), Kassel, Marburg, Gießen, Wetzlar, Dillenburg, Siegen und Köln nach Neuss. Am 27. Oktober 2003 wurde die Verbindung wegen zu geringer Nutzung bereits wieder eingestellt. Connex hatte in den Wochen zuvor noch eine gegenteilige Entwicklung verkündet und die Wagenzahl von vier auf sechs erhöht. Es gilt als wahrscheinlich, dass die im eigenwirtschaftlich betriebenen InterConnex eingesetzten Loks und Wagen für die Übernahme des Flensburg-Express benötigt wurden, der als Nahverkehrslinie durch das Land Schleswig-Holstein subventioniert wurde und somit für Connex wirtschaftlich interessanter war.
Am 13. Dezember 2009 kehrte der Fernverkehr auf die Dillstrecke zurück. Erstmals fuhr täglich ein EuroCity der Linie 62 morgens von Siegen über Wetzlar, Gießen, Frankfurt, Darmstadt, Bensheim, Heidelberg, Stuttgart, Günzburg, Ulm, Augsburg, München, München Ost, Rosenheim, Prien am Chiemsee, Traunstein, Freilassing und Salzburg bis Klagenfurt mit Kurswagen nach Zagreb, der Gegenzug traf abends in Siegen ein. Das Angebot wurde zum 10. Dezember 2011 wieder eingestellt. Seit dem 11. Dezember 2011 war die Dillstrecke nach zweijähriger Bedienung durch ein einzelnes EuroCity-Paar erneut ohne Fernverkehr.
Am 18. März 2015 gab die Deutsche Bahn bekannt, sie werde ihr Fernverkehrsangebot um 25 Prozent ausweiten. Davon profitieren auch die Dill- und die Ruhr-Sieg-Strecke. Die DB beabsichtigte ursprünglich, ab dem Fahrplanwechsel 2019/2020 die IC-Linie 34 von Frankfurt über Wetzlar und Siegen nach Dortmund bzw. Münster fahren zu lassen. Im Dezember 2021 ist das realisiert worden, wurde aber mangels Rentabilität Ende 2024 teilweise und wird wahrscheinlich Ende 2026 vollständig wieder aus dem Plan genommen. Diese fährt im Zwei-Stunden-Takt (seit Dezember 2024 mit Taktlücken) mit neuen Doppelstock-Intercity-Waggons (Bombardier Twindexx Vario), auch als Intercity 2 bezeichnet. Damit wurde die Dillstrecke nach der Einstellung der EC-Verbindung nach Kärnten und Kroatien im Dezember 2011 wieder an den Fernverkehr angeschlossen, womit Mittelhessen auch bessere Verbindungen nach Nordrhein-Westfalen bekam. Nach Angaben der DB sind diese Linien hauptsächlich eingerichtet worden, um auf die Konkurrenz der Fernbusse zu reagieren und weitere Städte wieder an das Fernverkehrsnetz anzuschließen. Da die Städte Wetzlar und Gießen verhältnismäßig dicht beieinander liegen und Gießen darüber hinaus bereits Fernverkehrsanschluss hat, umfährt diese IC-Linie den Bahnhof Gießen. Reisende aus Gießen haben daher weiterhin keine direkte Verbindung ins Ruhrgebiet.
Zwischen Dillenburg und Dortmund werden in den Fernverkehrszügen der Linie 34 auch Nahverkehrsfahrscheine anerkannt. Diese Handhabung ermöglicht die Schwerbehindertenfreifahrt.
Zudem befährt seit Juli 2021 der UrlaubsExpress die Dillstrecke, zunächst mit einer wöchentlichen Verbindung über Innsbruck und Bozen nach Verona. Im Laufe des Sommers 2021 folgten weitere Züge unter anderem nach München Ost. Im Winter 2022 wurde eine Verbindung von Münster über Siegen nach Tirol angeboten. Auch in der Sommersaison befährt der UrlaubsExpress die Dillstrecke, unter anderem nach Verona, München und Villach. Auf dieser Relation wird bei allen Fahrten der Siegener Hauptbahnhof bedient. Ergänzt werden diese Verbindungen in der Wintersaison mit Ski-Sonderzügen, ebenfalls unter dem Markennamen UrlaubsExpress, Für den Sommer 2024 sind wiederum Züge des UrlaubsExpress auf der Dillstrecke vorgesehen, welche bis ins österreichische Villach verkehren sollen. Im Jahresfahrplan 2023/2024 verkehrt der Nachtreisezug NightJet (NJ) ebenfalls über die Dillstrecke, dies betrifft die Relation Amsterdam – Köln – Wien bzw. Innsbruck. Bespannt sind diese Züge regulär mit Mehrsystem-Lokomotiven Siemens Vectron der niederländischen Staatsbahn.
Im Sommer 2024 war die Schnellfahrstrecke Köln-Rhein/Main wegen Bauarbeiten für einen Monat gesperrt. Während dieser Zeit gab es mehrere tägliche IC-Zugpaare, die mit Intercity 2 gefahren wurden und ohne fahrplanmäßigen Halt zwischen Dortmund und Frankfurt über die Dillstrecke verkehrten. Außerdem befuhr ein ICE-Zugpaar Dortmund–München die Strecke, ebenfalls ohne Verkehrshalt zwischen Dortmund und Frankfurt, dies waren die ersten und bisher einzigen ICE-Züge mit Reisenden, die je über die Dillstrecke verkehrten. Zwecks Zugpersonalwechsel fand ein Betriebshalt in Siegen-Weidenau statt.

## Betriebsdurchführung und Stellwerkstechnik
Auf der Dillstrecke wurden in den 1980er- und 1990er-Jahren infolge des zurückgehenden regionalen Güterverkehrs in vielen Bahnhöfen umfangreiche Gleisanlagen stillgelegt. In Haiger, Herborn, Sinn, Ehringshausen und Aßlar sowie den Güterbahnhöfen Dillenburg und Wetzlar ist heute nur noch ein Teil der ursprünglichen Gleisanlagen in Betrieb. Überhol- und Ausweichgleise gibt es auf der Strecke noch in den Bahnhöfen Rudersdorf, Haiger, Dillenburg, Herborn, Wetzlar und Dutenhofen sowie im Güterbahnhof Siegen Ost. In Niederdielfen, Sinn und Ehringshausen bestehen noch Gleiswechsel, die in Fahrtrichtung Siegen zu fallweisen Überholungen über das durchgehende Hauptgleis der Gegenrichtung genutzt werden können.
Mit der Errichtung zweier moderner Stellwerke in Siegen und Wetzlar in den Jahren 1984 und 1986 wurde die Dillstrecke zwischen Siegen und Haiger sowie zwischen Ehringshausen und Dutenhofen für den Gleiswechselbetrieb ertüchtigt, der es im Bedarfsfall ermöglicht, Zugfahrten über das linke Streckengleis mit vergleichsweise geringen Einschränkungen der Streckenkapazität durchzuführen. Zwischen Herborn und Sinn kann immerhin der signalisierte Falschfahrbetrieb angewendet werden. Nur nach Übermittlung eines schriftlichen Befehls ist das Befahren des Gegengleises zwischen Haiger und Herborn, zwischen Sinn und Ehringshausen sowie zwischen Dutenhofen und Gießen möglich.
Mechanische Stellwerke sind auf der Dillstrecke nicht mehr zu finden. Die älteste in Betrieb befindliche Technik gibt es in Dillenburg in Form von drei elektromechanischen Stellwerken (siehe Bahnhof Dillenburg). Alle anderen Bahnhöfe besitzen modernere Gleisbildstellwerke. Einfache Relaisstellwerke, die nur den Betrieb im eigenen Bahnhof steuern, befinden sich in Haiger und Herborn (Bauform Sp Dr S 60), in Sinn und Ehringshausen (Bauform Dr S 2) sowie in Dutenhofen (Bauform Dr S). Mithilfe der bereits erwähnten Stellwerke des Typs Sp Dr S 600 werden von Siegen aus auch die Bahnhöfe Siegen Ost, Niederdielfen und Rudersdorf, sowie von Wetzlar aus zudem der Bahnhof Aßlar ferngesteuert. Das einzige elektronische Stellwerk im Verlauf der Strecke befindet sich in Gießen, wird jedoch von der Betriebszentrale Frankfurt aus gesteuert.
Eine betriebliche Besonderheit findet sich im Abschnitt von Siegen Ost bis zum Rudersdorfer Tunnel. Dort werden aufgrund einer relativ steilen Steigungsstrecke planmäßig schwere Güterzüge mit einer zweiten Lokomotive am Zugschluss nachgeschoben, da die Zugkraft der führenden Lok unter Umständen nicht ausreichen würde, die Zuglast alleine über den Steigungsabschnitt zu befördern. Die entsprechenden Schiebelokomotiven vor allem der Baureihen 110, 140 und 151 stehen in der Regel in Altenhundem und Kreuztal an der Ruhr-Sieg-Strecke für Einsätze bereit.
Der Bahnhof Dillbrecht wurde nach Ausbau aller Weichen und Stilllegung des dritten Bahnhofsgleises im Oktober 2004 für betriebliche Zwecke aufgelassen und zu einem unbesetzten Haltepunkt herabgestuft. Der letzte Schrankenwärterposten der Strecke befand sich am Haltepunkt Katzenfurt und wurde erst im September 2006 durch eine neugebaute Unterführung am anderen Bahnsteigende überflüssig. Als Personenzughalte aufgelassen wurden in den frühen 1990er Jahren die Bahnhöfe Siegen Ost und Niederdielfen, welche heute als Güter- bzw. Betriebsbahnhöfe genutzt werden.
Des Weiteren wurde im Jahre 2011 im Bahnhof Ehringshausen die Überholungsgleise abgebaut sowie in Fahrtrichtung Gießen ein neuer Bahnsteig errichtet. Damit können Zugreisende Richtung Gießen jetzt direkt in die Züge einsteigen und müssen nicht mehr die Gleise kreuzen. Gleichzeitig bedeutet diese aber auch, dass nun zwischen Wetzlar und Herborn keine Überholungsmöglichkeiten mehr gegeben sind. Aufgrund der geringen Auslastung der Strecke ist dies jedoch auch nicht notwendig.

## Bedienungsangebot im Personenverkehr

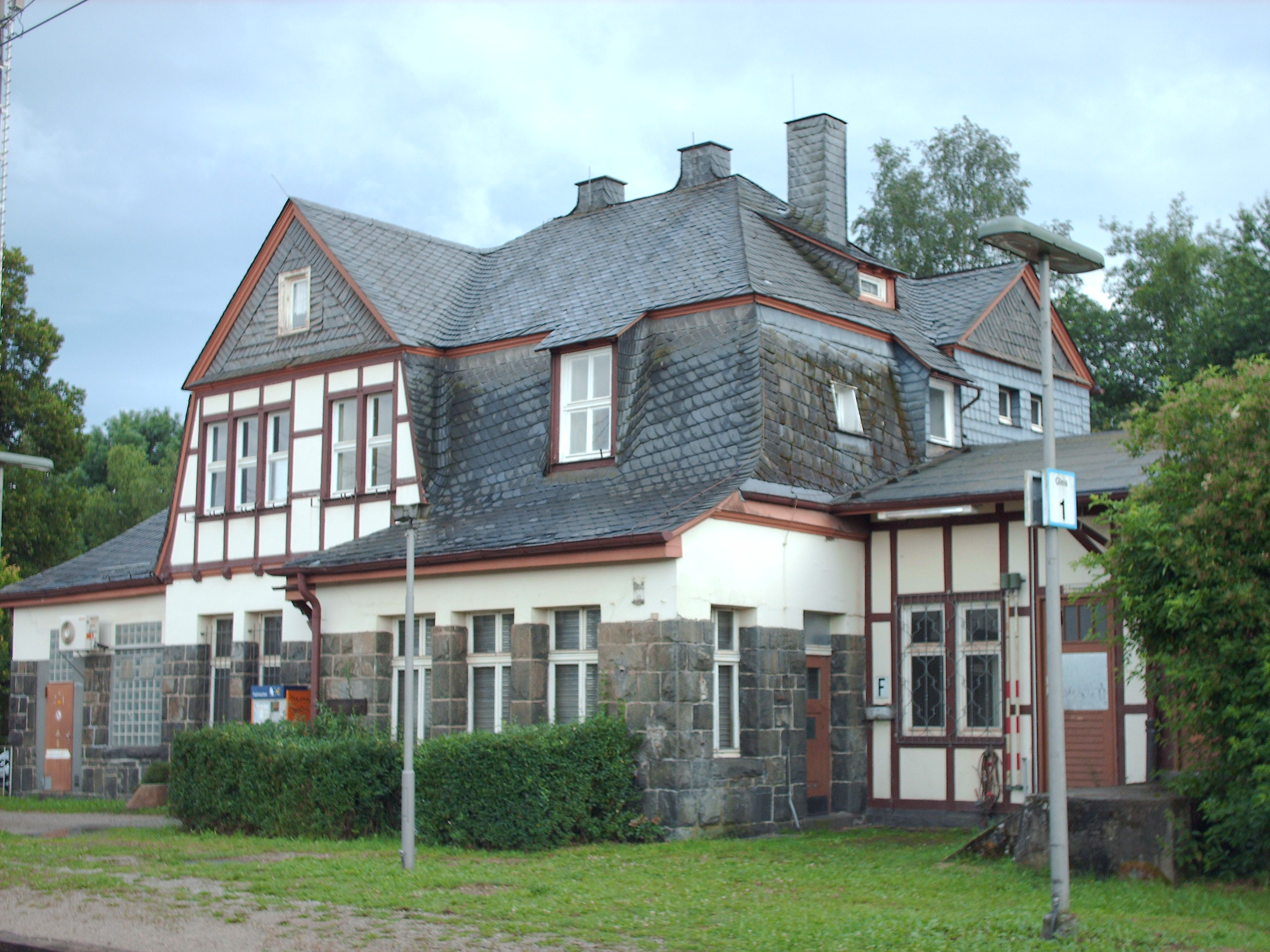
Bahnhofsgebäude von Rudersdorf (Juni 2007)

Die Dillstrecke wird im Schienenpersonennahverkehr täglich
- vom Main-Sieg-Express (RE 99) Siegen–Gießen–Frankfurt Hbf, der zwischen Siegen und Gießen in der Regel im Stundentakt verkehrt,
- von der Sieg-Dill-Bahn (RB 95) Siegen–Dillenburg,
- vom Mittelhessen-Express (RB 40) Dillenburg–Gießen–Frankfurt Hbf sowie
- einzelnen Regionalbahnen als Hauptverkehrszeit-Verstärker zwischen Dillenburg und Gießen (Dill-Bahn, RB 40) bedient.

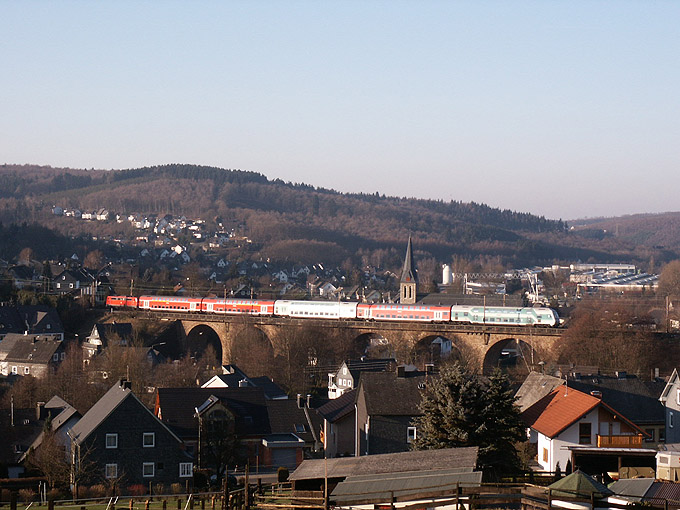
Ein RE 9 mit einer Baureihe 111 fährt über den Niederdielfener Viadukt (Dezember 2002)

Durchgeführt wird der Schienenpersonennahverkehr
- von der Hessischen Landesbahn, die für die Sieg-Dill-Bahn (RB 95) Dieseltriebzüge der DB-Baureihen 640 und 648 (Alstom Coradia LINT 27 und LINT 41) sowie für den Main-Sieg-Express (RE 99) Elektrotriebzüge der Baureihen 427 und 429 (Stadler Flirt) einsetzt und
- von DB Regio Mitte, die für den Mittelhessen-Express und die Dill-Bahn (RB 40) Elektrotriebzüge der DB-Baureihe 442 (Bombardier Talent 2), einsetzt.

Zum Fahrplanwechsel 2006/2007 im Dezember 2006 nahm der Mittelhessen-Express seinen Betrieb auf. Dabei werden die aus Dillenburg und Treysa kommenden Regionalbahnen in Gießen vereinigt und fahren anschließend als Regional-Express weiter über die Main-Weser-Bahn nach Frankfurt. Für die Einwohner der kleineren Gemeinden nördlich Gießens bedeutet dies erstmals eine stündliche, umsteigefreie Verbindung ins Rhein-Main-Gebiet. Zum Einsatz kamen bis April 2013 Elektro-Triebwagen der Baureihen 425 und 426, welche die zuvor mit der Baureihe 143 und n-Wagen verkehrenden Regionalbahnen Dillenburg–Gießen–Marburg (Lahn)–Kassel Hbf ersetzt haben. Seit April 2013 werden neue Talent 2-Triebwagen (DB-Baureihe 442) von Bombardier eingesetzt, die von der DB Regio Mitte betrieben werden.
Zudem bietet der Rhein-Main-Verkehrsverbund (RMV) eine schnelle Verbindung für Berufspendler von der Dillstrecke nach Frankfurt an. Montags bis freitags verkehrt in Lastrichtung (morgens nach Frankfurt, abends nach Siegen) ein RE-Sprinter-Zugpaar, das zwischen Siegen Hbf und Frankfurt Hbf nur in Haiger, Dillenburg, Herborn, Ehringshausen, Wetzlar, Ostheim (nur morgens), Bad Nauheim, Bad Vilbel (nur morgens) und Frankfurt West hält.
Da er in beiden Richtungen die sonst nur von Güterzügen genutzte Verbindungsstrecke Dutenhofen–Gießen-Bergwald befährt, entfällt der Halt und der zeitaufwändige Fahrtrichtungswechsel in Gießen. Mit einer Gesamtfahrzeit von jeweils ca. einer Stunde und 40 Minuten war dieses Zugpaar bis zum Fahrplanwechsel 2009/2010 im Dezember 2009 die konkurrenzlos schnellste Möglichkeit, von Siegen und aus dem Dilltal in die Mainmetropole und zurück zu gelangen.
Seit dem 13. Dezember 2009 ist die Reisezeit von einer Stunde und 40 Minuten auf der Linie RE 99 (Frankfurt–Siegen) auch mit Umstieg in Gießen die Regel. Die Fahrzeitverkürzung wurde durch die Verlegung des IC zwischen Frankfurt und Gießen ermöglicht. Der RE 99 ist nun zu den alten Zeiten des IC unterwegs und fährt zwischen Frankfurt und Gießen entsprechend beschleunigt. Die bis Dezember 2009 existierende Reisezeit von zwei Stunden wurde immer wieder kritisiert, vor allem weil die Reiserelation mit Umstieg in Gießen ca. 20 Minuten schneller war als die direkte Verbindung ohne Umstieg. Die Fahrzeit mit dem Mittelhessen-Express (RB 40) hat sich im Rahmen dieser Veränderungen alle 2 Stunden um rund 20 Minuten verlängert, weil dieser nun zwischen Friedberg und Gießen die Aufgaben der Regionalbahn übernommen hat und südlich von Friedberg frühere Trassen durch den S-Bahnbetrieb blockiert sind, die eine Standzeit im Bahnhof Bad Vilbel nach sich ziehen würde.
Bis zum Fahrplanwechsel 2009/2010 im Dezember 2009 fuhren im stündlichen Wechsel die RegionalExpress-Linien RE 9 und RE 99 zwischen Siegen und Gießen. Die Linie RE 99 der DB Regio Hessen verkehrte von Siegen über Gießen nach Frankfurt. Die Linie RE 9 wurde von DB Regio NRW betrieben und verkehrte von Aachen über Köln und Siegen nach Gießen. Eingesetzt wurden zumeist Elektrolokomotiven der Baureihe 111 und fünf bis sechs Doppelstockwagen der dritten Generation. Seit dem Fahrplanwechsel 2009/2010 verkehrt diese Linie als RE 40 nur noch von Siegen bis Gießen und dafür aber im Zwei-Stunden-Takt bis nach Frankfurt/M. Erbracht werden diese Leistungen seitdem von der Hessischen Landesbahn (HLB) mit Elektro-Triebzügen der Baureihen 427 und 429 (Stadler Flirt). Zur bis Siegen verkürzten Linie RE 9 besteht seitdem nur ein kurzer Anschluss, der bei Verspätungen häufig nicht erreicht wird. Zum Fahrplanwechsel 2015/2016 am 13. Dezember 2015 verkehrt die Linie, wie im Nordrhein-Westfälischen Abschnitt, als RE 99. Am Zuglauf hat sich jedoch nichts verändert.
Mit der gewonnenen Ausschreibung beim Dieselnetz Eifel-Westerwald-Sieg hat die Hessische Landesbahn (HLB) zum Fahrplanwechsel im Dezember 2014 den Betrieb der Linie RB 95 (Au (Sieg)–Siegen–Dillenburg) übernommen. Ursprünglich war die Betriebsaufnahme erst im August 2015 vorgesehen. Da sich allerdings in Verhandlungen zu einem nötigen Übergangkonzept zeigte, dass eine vorgezogene Betriebsaufnahme der HLB besser als eine Vertragsverlängerung mit DB Regio ist, wurde die Betriebsübergabe entsprechend vorgezogen. Seit Dezember 2014 ist an Sonntagen die Bedienung der RB 95 entfallen. Grund dafür sind erforderliche Einsparungen des Rhein-Main-Verkehrsverbundes. Die Linie verkehrt seit Dezember 2015 zugunsten einer durchgehenden Regionalbahn Limburg – Au – Siegen (–Kreuztal) (RB 90) nur noch im Abschnitt Siegen–Dillenburg. Seit dem Fahrplanwechsel im Dezember 2017 werden wieder sechs Fahrten je Richtung der RB 95 an Sonntagen bestellt.
Im Mai 2021 gab der RMV bekannt, dass das Mittelhessen-Netz (RB 40, RB 41, RB 49 und die neue RB 37) ab dem Fahrplanwechsel 2023/2024 im Dezember 2023 für 15 Jahre von der HLB betrieben wird, welche damit die DB Regio Mitte als bisherigen Betreiber ablöst. Die HLB wird für diese Leistungen 32 fabrikneue Fahrzeuge vom Typ Alstom Coradia Continental (DB-Baureihe 1440) in zwei Längen (vier- und fünfteilig) anschaffen.

## Planungen

### Rückzug Fernverkehr, Ausweitung Nahverkehr
Mit dem Fahrplanwechsel im Dezember 2026 lässt der NWL den Vertrag zur Tarifanerkennung auf der Linie IC 34 Frankfurt – Münster auslaufen und bestellt Ersatzkonzepte im Nahverkehr. Der NWL kritisiert an der Fernzuglinie, dass die Hälfte aller Fahrten Siegen zu spät erreichen und 14 % der Züge ganz ausfallen. Bereits zum Fahrplanwechsel im Dezember 2024 wurden Fernzugleistungen in Tagesrandlagen durch Nahverkehrszüge ersetzt. Zum selben Zeitpunkt entfielen auch die beiden Fernzugpaare ohne Nahverkehrstarifanerkennung, die über Unna statt Dortmund verkehrten und eines davon weiter nach Norddeich. Nach Einstellung der Linie 34 soll zwischen Siegen und Dillenburg im Nahverkehr wieder die Angebotskonzeption vor Einführung der Intercity-Linie hergestellt werden: Stündlich soll wieder die RB 95 mit Halt an allen Stationen verkehren und ebenso stündlich die beschleunigte Linie RE 99. Diese erreicht dann auch wieder stündlich Anschlüsse in Siegen Richtung Dortmund und Köln. Im Rahmen der Neuvergabe der Linie RE 9 Aachen–Siegen versucht der Zweckverband Nahverkehr Westfalen-Lippe in Abstimmungen mit dem Rhein-Main-Verkehrsverbund eine zweistündliche Verlängerung nach Gießen zu erreichen.
Offen bleibt bisweilen, ob der Fernverkehr komplett eingestellt wird oder einzelne Zugpaare erhalten bleiben.

### Zusätzliche Halte
Der Zweckverband Nahverkehr Westfalen-Lippe (NWL) führte 2023 eine Potentialuntersuchung zur Neueinrichtung von Stationen in seinem Verbandsgebiet durch. Dabei wurden auch die möglichen neuen Stationen Wilnsdorf-Niederdielfen und Siegen-Kaan an dieser Strecke untersucht. Die Untersuchung kam zu dem Ergebnis, dass nur eine der beiden Stationen in den geplanten Zielfahrplan integriert werden kann. Priorisiert wird die Station Wilnsdorf-Niederdielfen für die Kosten von etwa 4 Millionen Euro und 500 Fahrgastwechsel pro Tag prognostiziert wurden. Der Bau der Station wurde bis 2036 für den ÖPNV-Bedarfsplan NRW angemeldet. Für die Station Siegen-Kaan wurde der Bau an der Position des alten Bahnhofes und auf der Überführung der Rödger Straße untersucht. Für den ersten Standort wurden Kosten von 16,5 Millionen Euro und 656 Fahrgastwechsel pro Tag prognostiziert. Am zweiten Standort wurden Kosten von 13,9 Millionen Euro und 405 Fahrgastwechsel pro Tag prognostiziert.

## Tarife
Auf dem in Nordrhein-Westfalen verlaufenden Abschnitt (Siegen–Wilnsdorf-Rudersdorf) gilt der Westfalentarif, auf dem in Hessen liegenden Abschnitt (Dillbrecht–Gießen) der Tarif des Rhein-Main-Verkehrsverbund (RMV); bis Dillenburg wird aufgrund einer Kragenlösung auch der Westfalentarif angewendet. Das Schöner-Tag-NRW-Ticket sowie das Schöne-Fahrt-NRW-Ticket gilt auf dem nordrhein-westfälischen Abschnitt, im hessischen Abschnitt das HessenTicket. Das Quer-durchs-Land-Ticket gilt auf der gesamten Sieg-Dill-Strecke. Für verbundüberschreitende Fahrten gilt der Deutschlandtarif.

## Güterverkehr

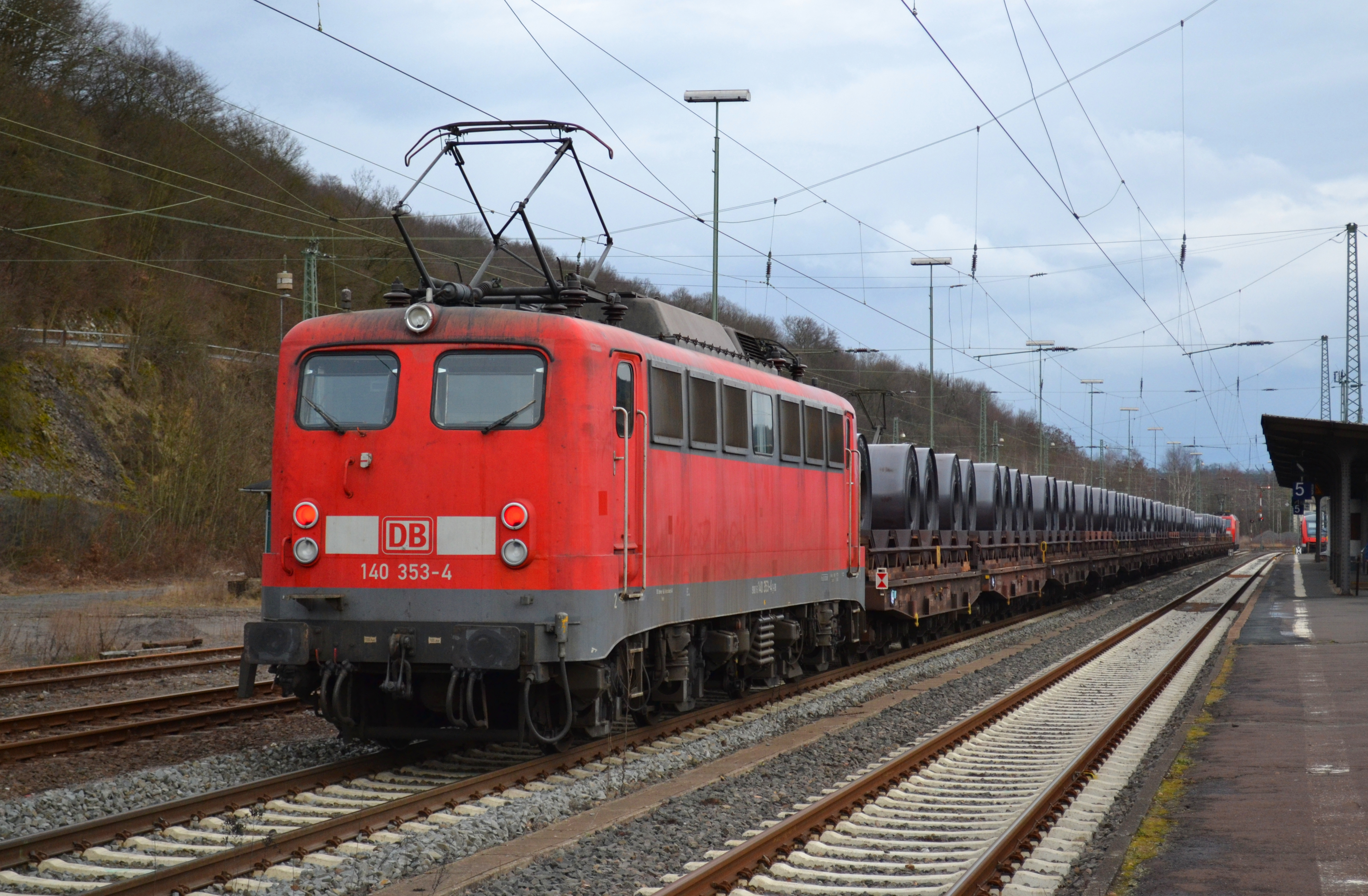
Ankunft eines Coilzuges mit Coils für das Dillenburger Stahlwerk. Die Coilzüge nach Dillenburg werden häufig von einer zweiten Lokomotive nachgeschoben, hier leistet 140 353-4 Schiebedienst (März 2012)

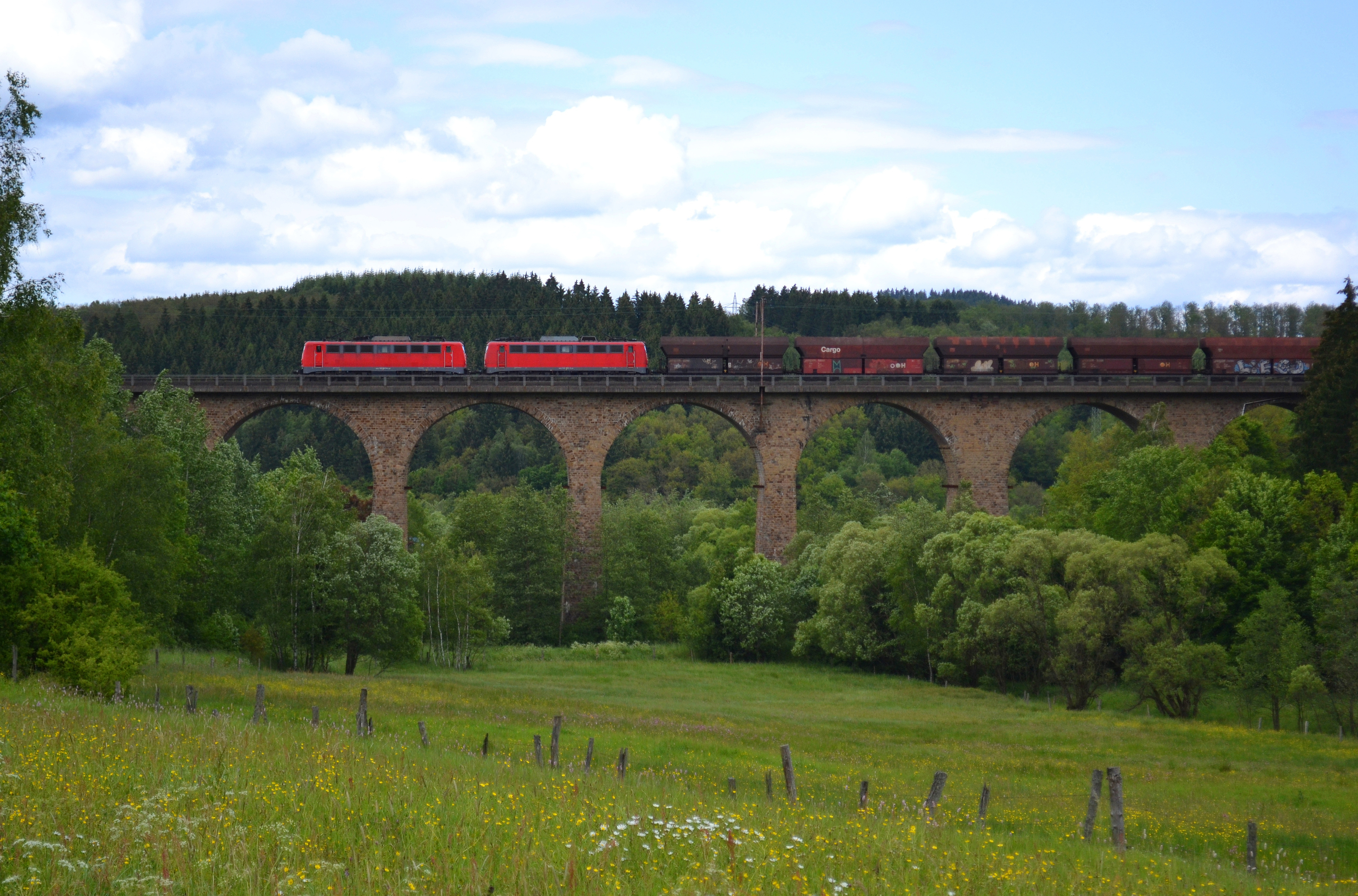
Ein planmäßig auf der Strecke verkehrender Kohlezug (GM 48700) mit zwei Lokomotiven der Baureihe 140 auf dem Rudersdorfer Viadukt (Juni 2012)

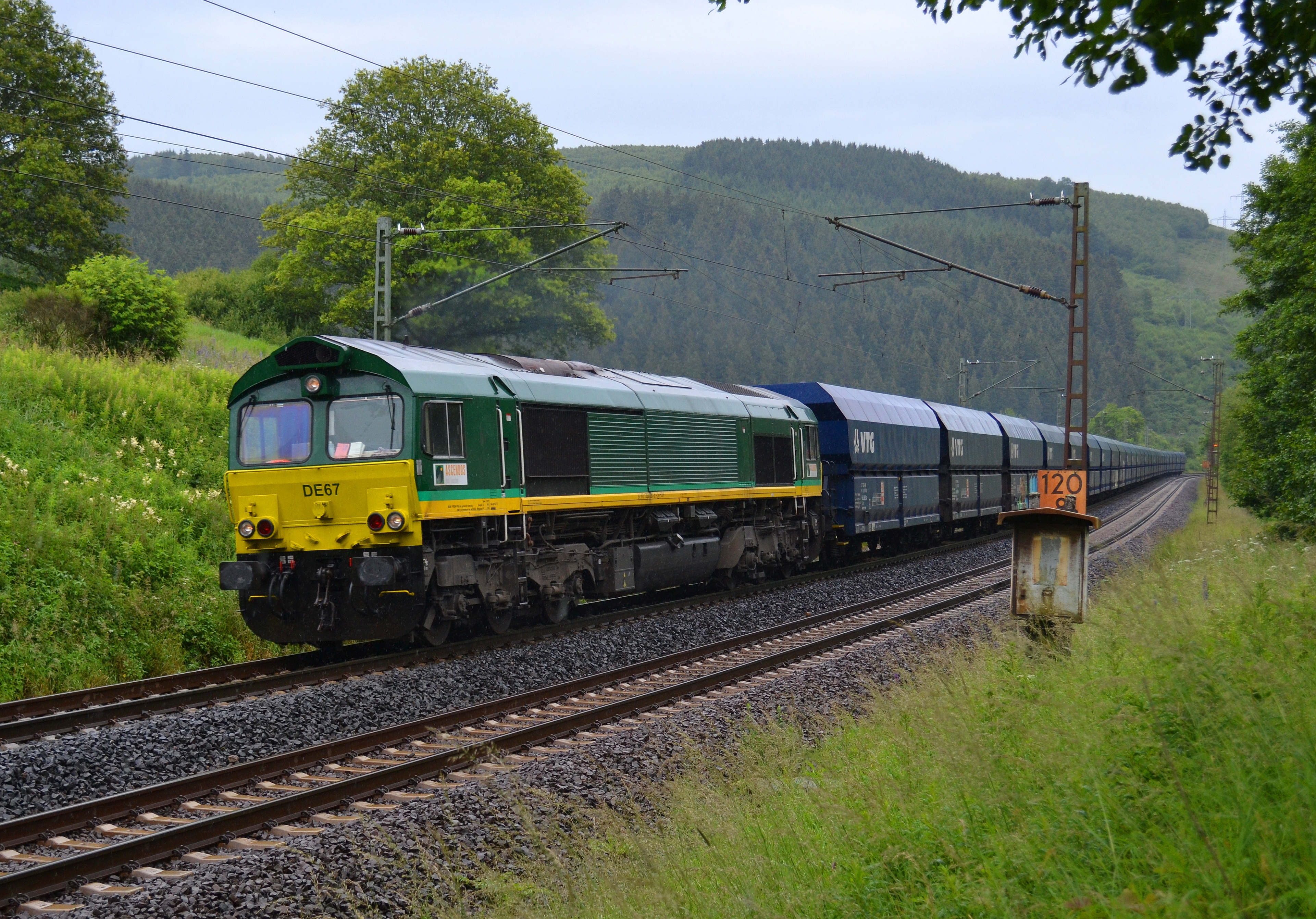
Auch private EVU sind im Güterverkehr auf der Dillstrecke anzutreffen: Seit dem Frühjahr 2011 verkehrt mittwochs und sonntags ein Kohleganzzug der HGK planmäßig auf der Dillstrecke. Hier der DGS 88822 mit DE 67 der HGK an der Steigung bei Dillbrecht in der Nähe des Rudersdorfer Tunnels (Juni 2012)

Neben der linken und rechten Rheinstrecke sowie der Nord-Süd-Strecke ist die Dillstrecke eine der wichtigsten Strecken im Westen Deutschlands für den nationalen und internationalen Güterverkehr zwischen Nord- und Süddeutschland bzw. zwischen Mittel- und Südeuropa. Nach kapazitätssteigernden Baumaßnahmen auf den anderen Strecken hat die Dillstrecke in den vergangenen Jahren zwar einen Teil ihrer ursprünglichen Bedeutung eingebüßt, wird jedoch auch heute noch vor allem durch Züge genutzt, die zwischen dem Rheinland, dem Ruhrgebiet sowie den Niederlanden im Norden und dem Rhein-Main-Neckar-Gebiet, Österreich, der Schweiz sowie Italien im Süden verkehren. Im Störungsfall oder bei größeren Bauarbeiten auf den anderen Nord-Süd-Achsen wird die Dillstrecke aufgrund genügend freier Kapazitäten häufig als Umleitungsstrecke genutzt mit zumeist nur geringen Zeitverlusten für die umgeleiteten Züge. Ein wichtiges Beispiel für durchgehenden Güterverkehr sind von Audi gecharterte Güterzüge, welche fast täglich fabrikneue PKW vom Hauptsitz in Ingolstadt zum Emder Hafen transportieren, damit sie dort nach Übersee verschifft werden können.
Von der ehemaligen Bedeutung der Strecke für die heimische Industrie zeugen noch heute die Güterbahnhöfe in Dillenburg und Wetzlar sowie das ehemalige Bahnbetriebswerk Dillenburg. In beiden Bahnhöfen werden heute nur noch etwa die Hälfte der vorhandenen Gleisanlagen genutzt. Im Herbst 2006 wurden die noch benötigten Gleise des Wetzlarer Güterbahnhofs nahezu vollständig saniert, um ab dem Fahrplanwechsel im Dezember die meisten Zugbildungsaufgaben des Gbf Gießen übernehmen zu können. Seither ist Wetzlar die zentrale Drehscheibe des regionalen Güterverkehrs in Mittelhessen. Planmäßig werden dort drei Lokomotiven der Baureihe 294 sowie eine Lok der Baureihe 362/363 für den Rangierbetrieb im Bahnhof und für Streckenfahrten zu den mittelhessischen Ladestellen eingesetzt.
Bedeutendster Güterverkehrskunde im Verlauf der Dillstrecke ist das Stahlwerk der ThyssenKrupp Nirosta, seit 2012 Outokumpu Nirosta, in Dillenburg, welches Montags bis Freitags und Sonntags einen mit zu veredelnden Coils beladenen Ganzzug sowie Einzelgüterwagen erhält. Transportiert werden die Wagen ab dem Bahnhof Dillenburg als Sperrfahrten über ein kurzes noch in Betrieb befindliches Teilstück der ehemaligen Dietzhölztalbahn nach Ewersbach. In Dillenburg wird zudem ein Schrotthändler bedient sowie Rundholz verladen. Außerdem wird von Dillenburg aus der Bahnhof Haiger angefahren, wo die zur Friedhelm Loh Group gehörende Firma Stahlo als Kunde zu verzeichnen ist. Der Bahnhof Sinn erhielt noch bis zum April 2004 Gaskesselwagen für das zu diesem Zeitpunkt geschlossene Shell-Tanklager. Die Bahnhöfe Herborn, Ehringshausen und Aßlar haben bereits in den 1990er- bzw. 1980er-Jahren ihre Bedeutung für den Gütertransport verloren. Im ehemaligen Güterbahnhof Herborn wurden Ende Februar 2014 die Gleise entfernt. Anschließend wurde der Boden entgiftet und bis zum Hessentag 2016 ein P+R-Parkplatz mit zunächst 150 Stellplätzen für Pendler und Stadtbesucher eingerichtet. In Zukunft ist auch ein Parkdeck für noch mehr Parkplätze geplant. Im Bahnhof Wetzlar werden neben den Rangieraufgaben im Güterbahnhof noch die Bedienung der Edelstahlwerke Buderus sowie des Altmetallhändlers Keilich abgewickelt.